# Palaimon
Palaimon (altgriechisch Παλαίμων Palaímōn, latinisiert Palaemon) war in der griechischen Mythologie der in eine Meergottheit verwandelte Melikertes, der Sohn der Ino, der Amme des Dionysos, der als schützender Hafengott im Mittelmeerraum verbreitet Verehrung fand.
Ino und Melikertes wurden von ihrem rasend gewordenen Vater verfolgt. In ihrer Verzweiflung stürzte sich Ino mit ihrem Sohn in das Meer. Sie wurden aber gerettet und in Meeresgötter verwandelt. Aus Ino wurde Leukothea und aus Melikertes Palaimon.
Nach Pausanias wurde der Leichnam des Melikertes an den Isthmus von Korinth bei Schoenus getragen, dort von Sisyphos bei einer Fichte gefunden, begraben und ihm ein Heroon mit einem Altar errichtet, an dem ebenfalls eine Fichte stand. Dem Heros zu Ehren wurden dann die Isthmischen Spiele abgehalten, bei welchen ein schwarzes Stieropfer gebracht wurde und ein Fichtenkranz der Preis war.
Dargestellt wurde Palaimon als schöner Knabe, der von einem Delfin oder auf den Armen seiner Mutter Leukothea zum Meeresgott Poseidon getragen wird, dem er lieblich entgegenlächelt.
Bei den Römern hatte der Gott der Häfen den Namen Portunus oder Portumnus.
Nach Lykophron wurden dem Palaimon in Tenedos Kleinkinder geopfert, weshalb er  Brephoktonos (βρεφοκτόνος brephoktónos, deutsch ‚Kinder mordend‘) genannt wurde. Dieser für eine an sich wohltätige Gottheit seltsame Kult wird von Weizsäcker mit dem phönizischen Kult des Melkart in Verbindung gebracht. Der tyrische Melkart wurde von den Griechen mit Herakles identifiziert, Palaimon war aber auch ein Beiname des Herakles (siehe Herakles Palaimon). Weiterhin werden in der Lykophron-Stelle als Beinamen Palaimons auch Peukeus (πεύκη peúkē, deutsch ‚Pechfichte, Kiefer‘) genannt, es wird also eine Verbindung hergestellt zwischen dem kinderfressenden phönizischen Moloch über Melkart zu Herakles Melkart, und da vom Ringer Herakles zum Ringer Palaimon, bei dessen Spielen das Ringen der wichtigste Wettkampf war.